# Lucjan Adam Witkowski
Lucjan Adam Witkowski – polski lekarz weterynarii, doktor habilitowany nauk weterynaryjnych.

## Kariera naukowa
12 grudnia 2007 roku ukończył studia trzeciego stopnia w Szkole Głównej Gospodarstwa Wiejskiego w Warszawie, zakończone uzyskaniem stopnia doktora nauk weterynaryjnych na podstawie pracy pt. Występowanie zakażeń Rhodococcus equi u źrebiąt oraz próby immunoprofilaktyki.
27 czerwca 2018 roku na tej samej uczelni, na jej Wydziale Medycyny Weterynaryjnej, uzyskał stopień doktora habilitowanego nauk weterynaryjnych na podstawie rozprawy pt. Występowanie zakażeń Rhodococcus equi u źrebiąt oraz próby immunoprofilaktyki.
W 2020 roku podjął pracę w Uniwersytecie Przyrodniczy we Wrocławiu, którą następnie z przerwami zakończył w 2023 roku. Od 2008 roku pracuje również w Szkole Głównej Gospodarstwa Wiejskiego w Warszawie.